# Jan Řeřicha
Jan Řeřicha (Prága, 1947. május 18. – Prága, 2019. július 23.) cseh színész, színházi rendező.

## Filmjei
- Neklidnou hladinou (1963)
- Znamení raka (1967)
- A hullaégető (Spalovač mrtvol) (1969)
- A nősülés keservei (Utrpení mladého Boháčka) (1969)
- Jane Eyre (Jana Eyrová) (1972, tv-sorozat, egy epizód)
- Pístalka pro dva (1974, tv-film)
- Aki aranyat keres (Kdo hledá zlaté dno) (1974)
- Tam, kde hnízdí čápi (1975)
- Erjedő bor (Bouřlivé víno) (1976)
- Boty plné vody (1976)
- Megjött apám Afrikából (Jakub) (1977)
- Kacsavadászat (Past na kachnu) (1978)
- Drsna planina (1980)
- Romaneto (1980)
- Hadač od Saidovy zahrady (1980, tv-film)
- Bizon (1989)
- Byli jsme to my? (1991)
- Stavení (1991)
- Zdislava z Lemberka (1994)
- A Dreyfus-ügy (L'affaire Dreyfus) (1995, tv-film)